# Ursus minimus
Ursus minimus — доисторический вид медведей, эндемичный для Европы времён плиоцена и плейстоцена, существовавший от 5,3 до 1,8 миллионов лет назад.
Предполагается, что Ursus minimus мог быть предком этрусского медведя. Ареал Ursus minimus занимал континентальную Европу и простирался на восток до Чёрного моря. Самой южной точкой его распространения была Италия.
Скелет Ursus minimus очень напоминал скелет белогрудого медведя. За исключением возраста костей, часто бывает трудно отличить его останки от костей современного белогрудого медведя.